# Lundas

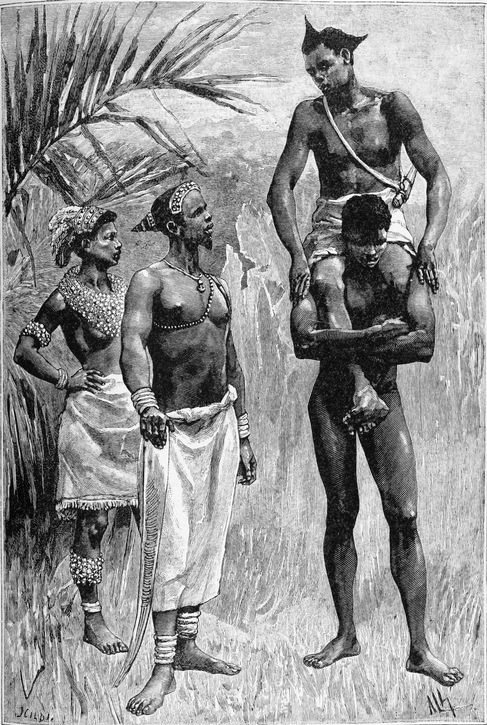
Grupo de lundas, em 1909.

Os lundas (balunda, luunda, ruund) são um grupo étnico que vive no centro e sudoeste da República Democrática do Congo, com populações menores em Angola e na Zâmbia. Possuíam forte relação com lubas, chócues e jagas até o século XVII, quando se separaram.
Originaram-se no que é agora a República Democrática do Congo ao longo do rio Calani e formaram o Reino Lunda no século XVII sob seu governante, Mwata Yamvo, com sua capital em Mussumba. De lá, eles se espalharam amplamente através Catanga e em Angola oriental, noroeste da Zâmbia (os canongexa-lundas e ixindi-lundas) e o vale Luapula da  Zâmbia (o lunda oriental ou cazembe-lunda).
Os lundas eram aliados aos lubas, e suas migrações e conquistas geraram uma série de tribos tais como os luvales do rio Zambeze superior e dos cassanjes no alto rio Cuango de Angola. Hoje os lundas compreendem centenas de subgrupos. A maioria fala a língua lunda, exceto os cazembe-lundas que adotaram a língua bemba de seus vizinhos.
A terra do coração dos lundas era rica em recursos naturais de rios, lagos, florestas e savanas. Seu povo eram pescadores e fazendeiros, e eles prosperaram. Eles cultivaram milho, painço, inhame, sorgo, abóbora, feijão, batata doce, óleo de palma e tabaco. Os seus comerciantes entraram em contato com os portugueses, árabes e suaílis comerciantes da África Oriental. Eles desempenharam um grande papel na escravatura e comércio de marfim que movia bens e pessoas da África Central para as costas para exportação.
O povo do Reino Lunda acreditava em Nzambi como um criador supremo do mundo que criou tudo de existência na terra. Sua religião não abordava Nzambi diretamente, mas através dos espíritos de seus antepassados.